# Patrick De Witte

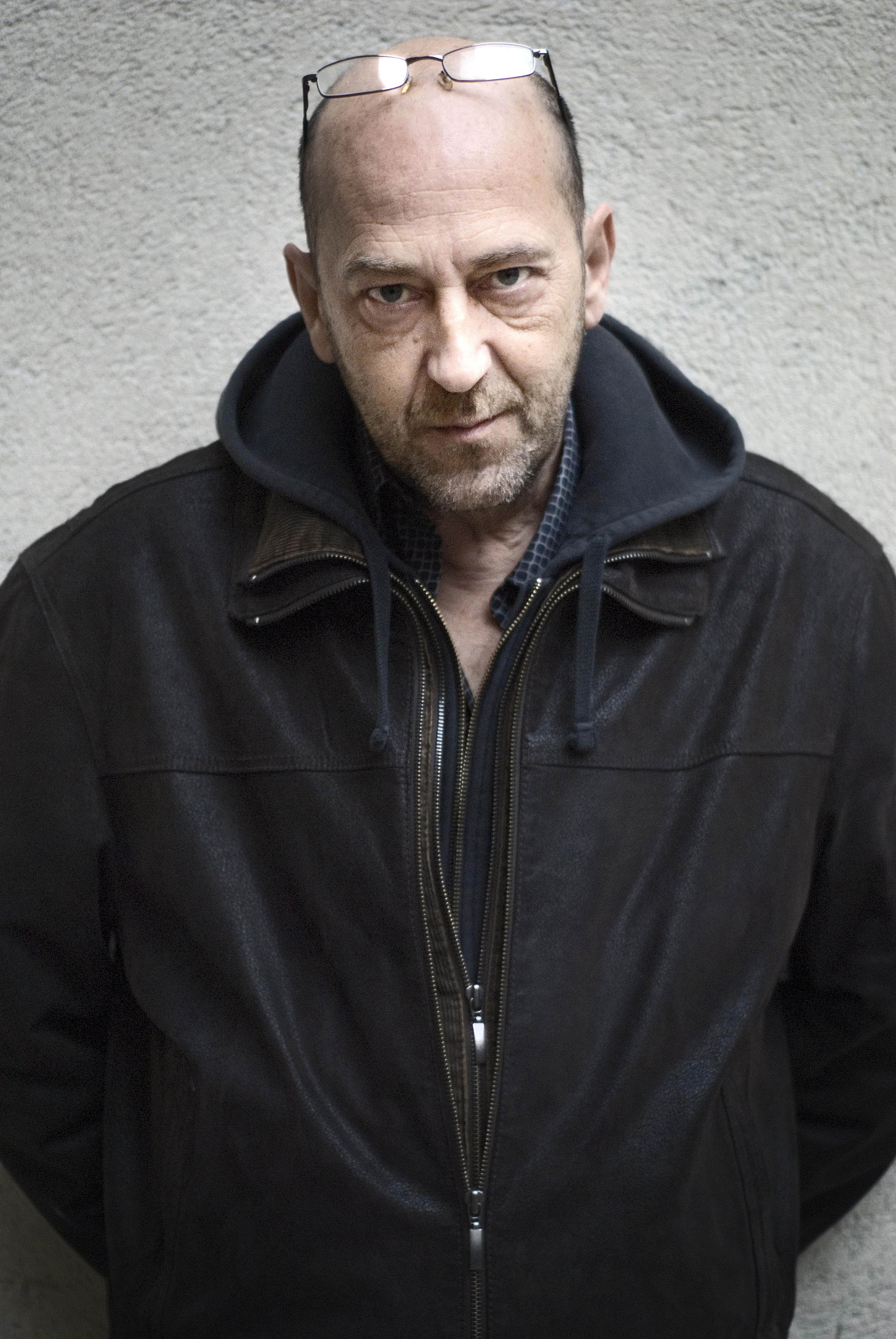
Patrick De Witte in 2008

Patrick De Witte (Gent, 11 november 1958 – aldaar, 19 februari 2013) was een Vlaams columnist en producent van televisieprogramma's. Van mei 2012 tot aan zijn dood was hij hoofdredacteur van het mannenblad P-Magazine. Hij schreef onder de initialen (pdw).

## Levensloop
Eind jaren zeventig en begin jaren tachtig was hij drummer van de Vlaamse band The Misters samen met onder anderen Kloot Per W.
Hij werd bekend door zijn columns in Humo en schreef later ook voor MaoMagazine, Deng, De Morgen en De Standaard. Verder was hij te zien in tv-programma's als De rechtvaardige rechters, Blinde Vinken en De Mannen van de Macht.
De Witte was werkzaam bij productiehuis 3Keys, waar hij programma's maakte als Kijk eens op de doos, De Vloek van Vlimovost, De Perfecte Moord, Comedy Casino en SPAM.
Daarnaast was hij ook als muzikant en tekstschrijver actief. Hij drumde bij de Vlaamse groep The Misters en later in de reggaegroep The Skyblasters. In 2008 schreef hij voor Zita Swoon en Raymond van het Groenewoud de Wappersong. Deze protestsong over het project van de Lange Wapperbrug in Antwerpen heeft Walk and Don't look back van Peter Tosh en Mick Jagger als melodie. Burgemeester Patrick Janssens verwees naar deze titel toen de kritiek op de Oosterweelverbinding toenam.
De Witte was een bekend lid van de sceptische vereniging SKEPP en voerde in die functie onder meer actie tegen de erkenning van homeopathie door "zelfmoord" te plegen met een extreme verdunning van slangengif en arseen (de 10:23-campagne). Hij was ook voorzitter van de prijzencommissie en na zijn dood werd de prijs "De Zesde Vijs" als eerbetoon vergezeld door de "pdw-trofee".
Patrick De Witte overleed op 19 februari 2013 onverwacht aan hartfalen. Later die week zou een aflevering van Scheire en de schepping worden uitgezonden waarin hij als panellid optrad. In overleg met de familie De Witte werd beslist de aflevering gewoon uit te zenden. De aflevering werd een week later dan oorspronkelijk gepland, op 28 februari 2013 uitgezonden.